# Jealousy (film 1913)
Jealousy è un cortometraggio muto del 1913. Il nome del regista non viene riportato.

## Trama
La signora Wallace comincia a fantasticare di un supposto tradimento del marito che le ha appena annunciato che quella sera non potrà recarsi con lei all'Opera a causa di un appuntamento d'affari a Milwaukee. Dopo che suo figlio le ha raccontato che anche lui sta per andare a Milwaukee per partecipare a un gran ballo in maschera, la signora Wallace ha dedotto che il marito le abbia mentito. La fantasia della signora comincia a galoppare, portandola sull'orlo di una crisi di nervi. Per fortuna, il marito ritorna a casa, rimettendo le cose a posto e liberandole dai suoi pensieri malsani.

## Produzione
Il film fu prodotto dalla Essanay Film Manufacturing Company.

## Distribuzione
Distribuito dalla General Film Company, il film - un cortometraggio a una bobina - uscì nelle sale cinematografiche USA il 23 maggio 1913.
La sinossi appare su Moving Picture World.